# ای. پی. بالاچاندران
ای. پی. بالاچاندران (مالایالامی: ഐയ്ലം പരമേശ്വരന്‍ ബാലചന്ദ്രന്‍؛ زاده ۲۵ ژانویه ۱۹۳۸) یک دانشمند در زمینه فیزیک‌دان است.